# Florian Grillitsch
Florian Grillitsch (sinh ngày 7 tháng 8 năm 1995) là một cầu thủ bóng đá chuyên nghiệp người Áo thi đấu ở vị trí tiền vệ phòng ngự hoặc trung vệ cho câu lạc bộ TSG Hoffenheim tại Bundesliga và đội tuyển quốc gia Áo.

## Thống kê sự nghiệp

### Câu lạc bộ
Tính đến ngày 16 tháng 3 năm 2024
| Club             | Season       | League            | League | League | National cup | National cup | Europe | Europe | Other | Other | Total | Total |
| Club             | Season       | Division          | Apps   | Goals  | Apps         | Goals        | Apps   | Goals  | Apps  | Goals | Apps  | Goals |
| ---------------- | ------------ | ----------------- | ------ | ------ | ------------ | ------------ | ------ | ------ | ----- | ----- | ----- | ----- |
| Werder Bremen II | 2013–14      | Regionalliga Nord | 5      | 0      | —            | —            | —      | —      | —     | —     | 5     | 0     |
| Werder Bremen II | 2014–15      | Regionalliga Nord | 26     | 9      | —            | —            | —      | —      | —     | —     | 26    | 9     |
| Werder Bremen II | 2015–16      | 3. Liga           | 5      | 1      | —            | —            | —      | —      | —     | —     | 5     | 1     |
| Werder Bremen II | Total        | Total             | 36     | 10     | —            | —            | —      | —      | —     | —     | 36    | 10    |
| Werder Bremen    | 2015–16      | Bundesliga        | 25     | 1      | 5            | 1            | —      | —      | —     | —     | 30    | 2     |
| Werder Bremen    | 2016–17      | Bundesliga        | 23     | 2      | 1            | 0            | —      | —      | —     | —     | 24    | 2     |
| Werder Bremen    | Total        | Total             | 48     | 3      | 6            | 1            | —      | —      | —     | —     | 54    | 4     |
| TSG Hoffenheim   | 2017–18      | Bundesliga        | 25     | 1      | 1            | 0            | 3      | 1      | —     | —     | 29    | 2     |
| TSG Hoffenheim   | 2018–19      | Bundesliga        | 30     | 0      | 0            | 0            | 6      | 1      | —     | —     | 36    | 1     |
| TSG Hoffenheim   | 2019–20      | Bundesliga        | 31     | 0      | 3            | 1            | —      | —      | —     | —     | 34    | 1     |
| TSG Hoffenheim   | 2020–21      | Bundesliga        | 26     | 2      | 1            | 0            | 7      | 2      | —     | —     | 34    | 4     |
| TSG Hoffenheim   | 2021–22      | Bundesliga        | 18     | 0      | 0            | 0            | —      | —      | —     | —     | 18    | 0     |
| TSG Hoffenheim   | Total        | Total             | 130    | 3      | 5            | 1            | 16     | 4      | 0     | 0     | 151   | 8     |
| Ajax             | 2022–23      | Eredivisie        | 10     | 0      | 3            | 0            | 5      | 0      | 0     | 0     | 18    | 0     |
| TSG Hoffenheim   | 2023–24      | Bundesliga        | 21     | 1      | 1            | 0            | —      | —      | —     | —     | 22    | 1     |
| Career total     | Career total | Career total      | 245    | 17     | 15           | 2            | 21     | 4      | 0     | 0     | 281   | 23    |

1. 1 2  Appearances in UEFA Europa League
2. 1 2  Appearances in UEFA Champions League

### International
Tính đến ngày 23 tháng 3 năm 2024
| Đội tuyển quốc gia | Năm  | Trận | Bàn |
| ------------------ | ---- | ---- | --- |
| Áo                 | 2017 | 6    | 0   |
| Áo                 | 2018 | 7    | 1   |
| Áo                 | 2019 | 3    | 0   |
| Áo                 | 2020 | 3    | 0   |
| Áo                 | 2021 | 14   | 0   |
| Áo                 | 2022 | 2    | 0   |
| Áo                 | 2023 | 5    | 0   |
| Áo                 | 2024 | 1    | 0   |
| Tổng               | Tổng | 41   | 1   |

Tính đến ngày 27 tháng 3 năm 2018
Bàn thắng và kết quả của Áo được để trước.
| # | Ngày                | Địa điểm                                               | Đối thủ    | Bàn thắng | Kết quả | Giải đấu |
| - | ------------------- | ------------------------------------------------------ | ---------- | --------- | ------- | -------- |
| 1 | 27 tháng 3 năm 2018 | Sân vận động Josy Barthel, Luxembourg City, Luxembourg | Luxembourg | 2–0       | 4–0     | Giao hữu |